# Arive
Arive (oficialmente en euskera: Aribe) es un municipio español de la Comunidad Foral de Navarra, situado en la Merindad de Sangüesa, la comarca de Auñamendi, el valle de Aézcoa y a 51 km de la capital de la comunidad, Pamplona. Su población en 2024 fue de 32 habitantes (INE).
Pequeño pueblo, centro neurálgico del Valle de Aézcoa bañado por el río Irati, rodeado de robledales, hayedos (selva de Irati), o bojerales, en él se concentran los servicios de la zonas, farmacia, gasolinera, bancos, hotel, restaurante, casa rural, etc). Cabe destacar su puente románico y los viejos baños termales.
Su gentilicio es aribearra, tanto en masculino como en femenino. Coloquialmente, sus habitantes son conocidos como chipateros.[cita requerida]

## Toponimia
La primera mención escrita de esta localidad data de 1350 y figura como Aryue. Posteriormente aparece como Ariue, forma que se encuentra documentada hasta el siglo XVI. El topónimo se acabó transcribiendo como Arive. 
El topónimo Arive proviene etimológicamente de la expresión en euskera Ari(a) be(h)e (debajo de Aria) y hace referencia al vecino pueblo de Aria, que está situado a mayor altitud y es probablemente más antiguo.
En euskera el municipio se llama Aribe, que es una adaptación de Arive a las modernas reglas ortográficas del euskera. Aribe es el nombre oficial del municipio desde hace unos años.

## Símbolos
El escudo de armas del lugar de Arive tiene el siguiente blasón:

Trae de plata y un encino de sinople a cuyo tronco está atravesando un jabalí de sable. Bordura de gules.

Este escudo es el blasón privativo del valle de Aézcoa y al propio tiempo de cada uno de sus pueblos.

## Geografía
La localidad de Arive está situada en la parte nordeste de la Comunidad Foral de Navarra y central del valle de Aézcoa, a orillas de río Irati y a una altitud de 699 m s. n. m. Su término municipal tiene una superficie de 4,04 km² y limita al norte con el municipio de Aria, al este con el de Villanueva de Aézcoa, al sur con el de Garayoa y al oeste con el de Garralda.

## Demografía
Arive cuenta con una población de 32 habitantes (INE 2024).
| Gráfica de evolución demográfica de Aribe entre 1842 y 2021 |
| |
| Población de derecho según los censos de población del INE Población de hecho según los censos de población del INEEn estos censos se denominaba Arive: 1857, 1860, 1877, 1887, 1897, 1900, 1910, 1920, 1930, 1940, 1950, 1960, 1970 y 1981 |